# Framnäs folkhögskola

Framnäs folkhögskola är en folkhögskola belägen i Öjebyn nära Piteå.
Skolan grundades 1952 och drivs av en stiftelse stödd av organisationer inom arbetarrörelsen samt Piteå kommun. I kursutbudet finns förutom den allmänna kursen även ett stort utbud av kreativa kurser i musik, musikproduktion, musikteknik, komposition, dans och konst. Musikverksamheten på skolan omfattade tidigare även pedagogutbildningar, som 1978 fick högskolestatus då Musikhögskolan i Piteå etablerades. Skolan har också en omfattande verksamhet riktad mot personer som står långt från arbetsmarknaden.  
Kapellsbergs musikskola i Härnösand grundades 1961 som en filial till Framnäs.